# Manufactum III
Manufactum III è il quarto album dal vivo del gruppo musicale tedesco Saltatio Mortis, pubblicato nel 2013.

## Tracce
1. Intro MMXII – 4:33
2. Veitstanz – 3:19
3. Der Letzte Spielmann (Akustik Version) – 4:43
4. La Ride – 4:06
5. Salome (Akustik Version) – 6:26
6. Charybdis – 5:48
7. Pirate's Life – 4:38
8. Scylla – 5:00
9. Russe – 4:38
10. Nach Jahr Und Tag (Akustik Version) – 7:11
11. Fiat Lux (Akustik Version) – 5:17
12. Prometheus – 6:20
13. Eulenspiegel (Akustik Version) – 6:11
14. Saltatio Mortis MMXII – 2:54
15. Saltarello – 2:07
16. La Jument De Michao (Akustik Version) – 4:33
17. Wieder Unterwegs (Akustik Version) – 4:42
18. Nichts Bleibt Mehr – 4:45
19. Herr Holger – 4:50
20. Spielmannsschwur (Akustik Version) – 6:52

## Formazione
- Alea der Bescheidene - voce, cornamusa, ciaramella, arpa, Didgeridoo, bouzouki irlandese, chitarra
- Lasterbalk der Lästerliche - batteria, tamburi turchi, tamburi, timpani, percussioni, programmazione
- Till Promill - chitarra
- Jean Méchant der Tambour - batteria, percussioni
- Falk Irmenfried von Hasen-Mümmelstein - voce, cornamusa, ciaramella, ghironda
- Luzi Das-L - cornamusa, ciaramella, tromba marina, bouzouki
- El Silbador - cornamusa, ciaramella, uilleann pipes, low whistle, biniou
- Bruder Frank - basso elettrico, Chapman Stick